# Área micropolitana de Eureka-Arcata-Fortuna
El área micropolitana de Eureka,  y oficialmente como Área Estadística Micropolitana de Eureka, CA µSA  tal como lo define la Oficina de Administración y Presupuesto, es un Área Estadística Micropolitana centrada en las ciudades de Eureka, Arcata y Fortuna en el estado estadounidense de California. El área micropolitana tenía una población en el Censo de 2010 de 134.623 habitantes, convirtiéndola en la 20.º área micropolitana más poblada de los Estados Unidos. El área micropolitana de Eureka-Arcata-Fortuna comprende el condado de Humboldt, siendo Eureka la ciudad más poblada.

## Geografía
El área micropolitana de Eureka-Arcata-Fortuna se encuentra ubicada en las coordenadas 40°48′N 123°48′O / 40.8, -123.8.

## Composición del área micropolitana

### Ciudades incorporadas
Arcata |
Blue Lake |
Eureka |
Ferndale |
Fortuna |
Río Dell |
Trinidad 

### Lugares designados por el censo
Alderpoint |
Bayview |
Big Lagoon |
Cutten |
Fieldbrook |
Fields Landing |
Garberville |
Humboldt Hill |
Hydesville |
Manila |
McKinleyville |
Miranda |
Myrtletown |
Myers Flat |
Phillipsville |
Pine Hills |
Redcrest |
Redway |
Samoa |
Scotia |
Shelter Cove |
Weott |
Westhaven-Moonstone |
Willow Creek 